# Jägerkreuz (Battenberg)

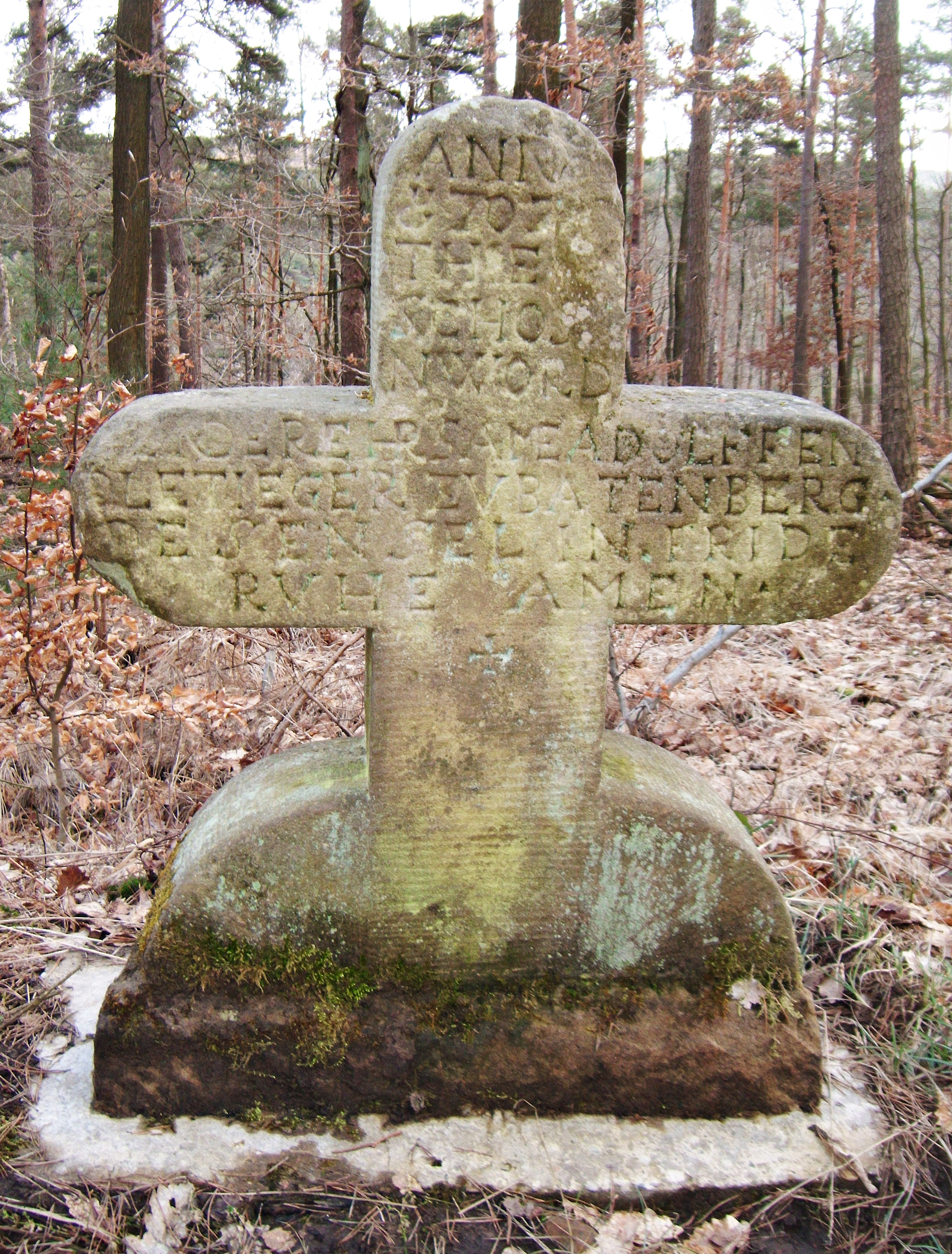
Das Jägerkreuz bei Battenberg

Das Jägerkreuz ist ein barockes Flurkreuz in der Gemarkung Battenberg im Landkreis Bad Dürkheim, Rheinland-Pfalz.

## Das Kreuz
Es handelt sich um ein Sandsteinkreuz ohne Korpus, mit abgerundeten Enden. Es wächst aus einem halbkreisförmigen Sockel heraus. Die Höhe beträgt 86 cm, die Breite 72 cm und die Dicke 17 cm. 
Das Kreuz steht etwa 2 km südwestlich des Dorfes Battenberg im Pfälzerwald. Die dortige  Waldabteilung heißt nach ihm „Jägerkreuz“. Der „Leininger Burgenweg“ führt daran vorbei und weist es mit einer Tafel als Sehenswürdigkeit aus; ihm gegenüber ist eine Ruhebank für Wanderer platziert. 

Die nach Norden ausgerichtete Vorderseite trägt folgende (leicht beschädigte) Inschrift:

„ANNO 1702 IST HIER ERSCHOSSEN WORDEN DER EHRSAME ADOLF FENOLET IEGER ZU BATENBERG DESEN SEL IN FRIDE RUHE AMEN + “

## Geschichte

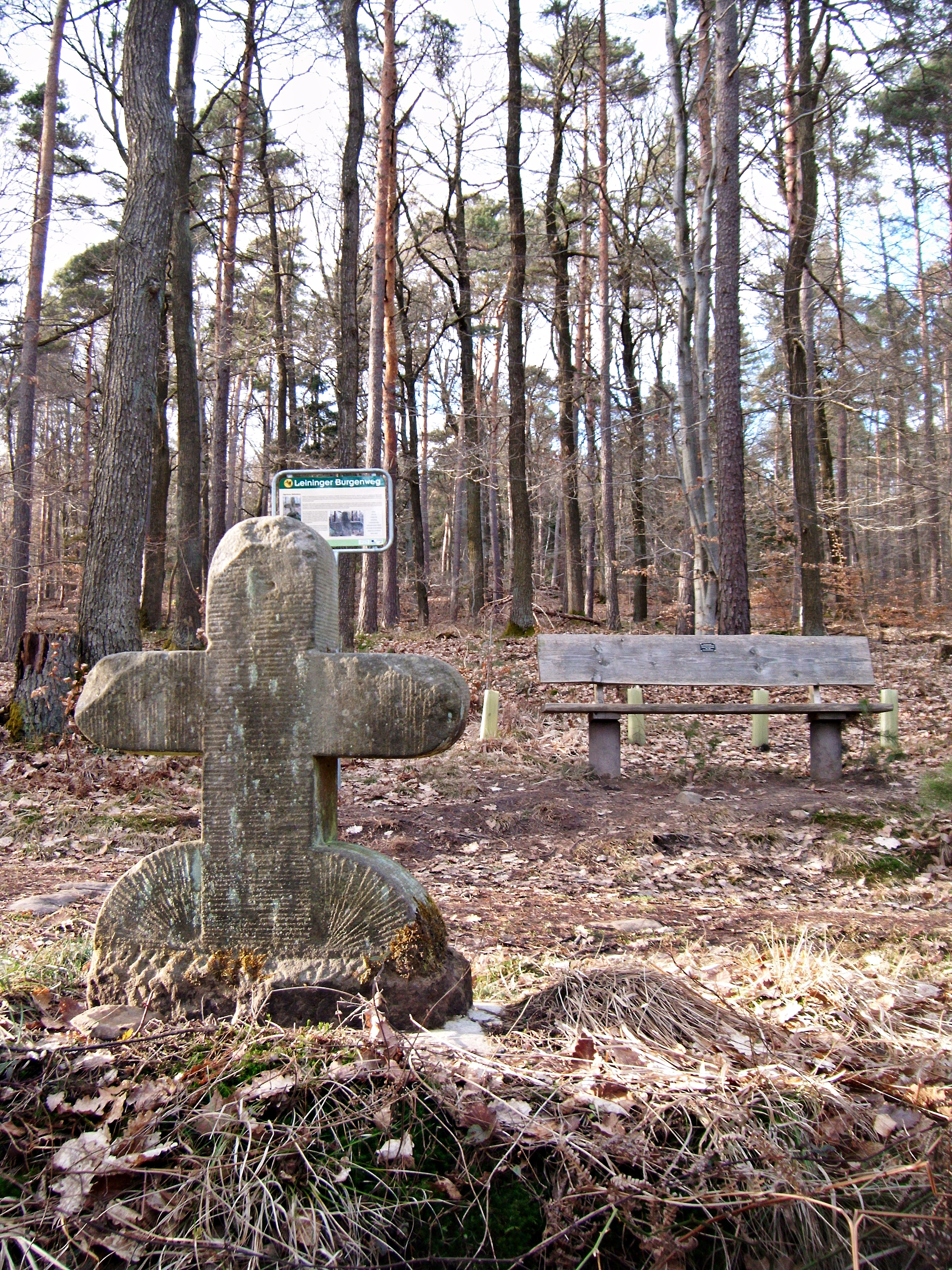
Jägerkreuz, Rückseite; gegenüber Ruhebank und Hinweistafel

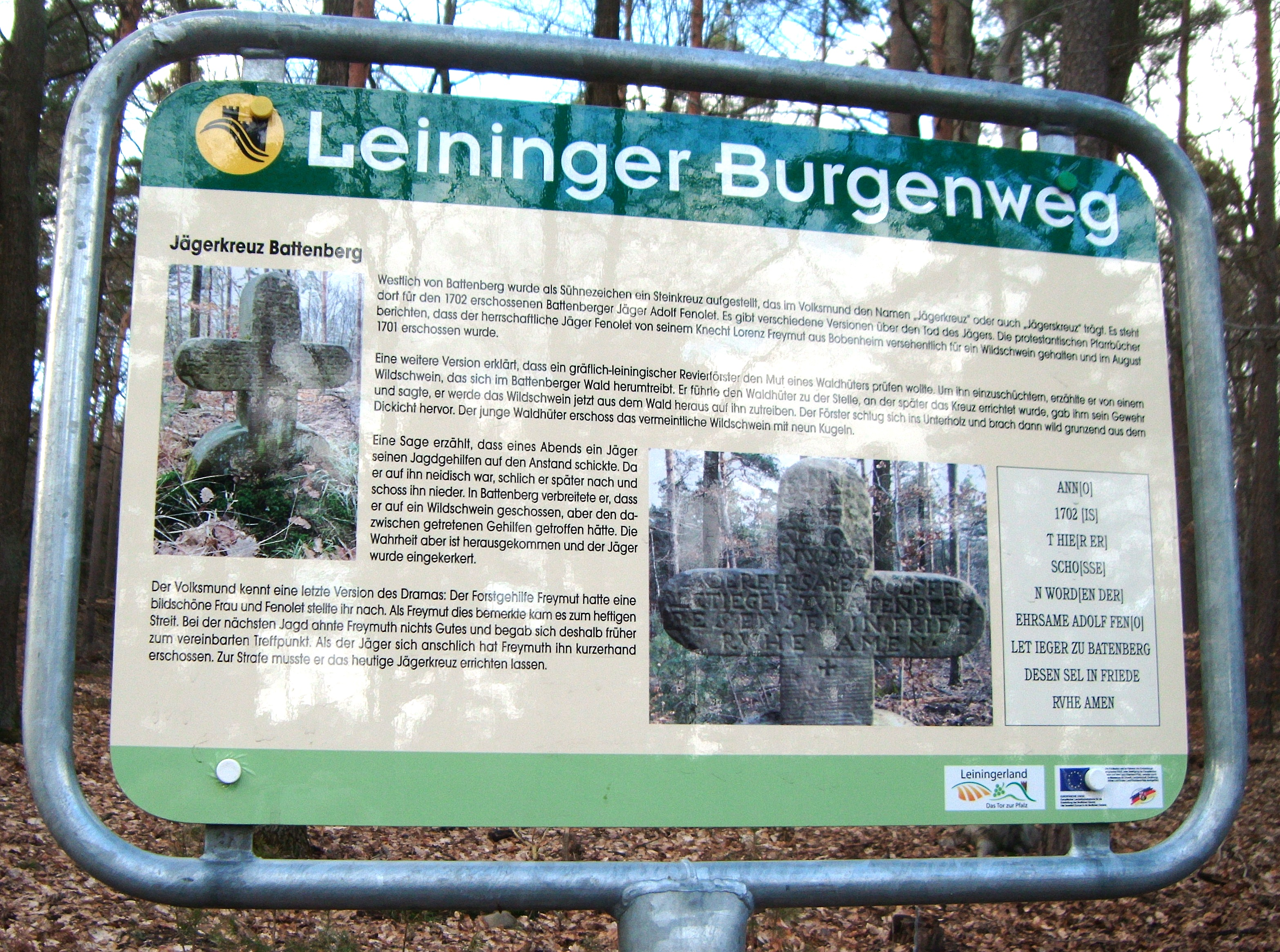
Hinweistafel des „Leininger Burgenwegs“ zum Jägerkreuz

Wie sich aus der Inschrift ergibt, wurde das Kreuz um 1702 wegen des Tötungsdelikts an einem Jäger, vermutlich als Sühnekreuz, errichtet. In der Pfarrbeschreibung des protestantischen Kirchenbuchs Battenberg steht dazu (mit abweichender Zeitangabe vom August 1701), der herrschaftliche Jäger Adolph Fenolet sei von seinem Knecht Lorenz Freymut aus Bobenheim am Berg für ein Wildschwein angesehen und erschossen worden. 
Die Volkssage schmückte die Geschichte in verschiedenen Variationen aus. 
Eine Version lautet, der gräfliche Förster Fenolet habe einen jungen Gehilfen auf seinen Mut prüfen wollen und ihm von einem bösen Wildschwein erzählt. Dann platzierte er ihn im Wald an der besagten Stelle, mit dem Auftrag das Schwein zu erschießen, wenn er es sehe. Er selbst wolle es aufstöbern und ihm zutreiben. Der Förster habe die Stimme des Tieres nachgeahmt und sei auf allen vieren gekrochen, weshalb ihn der junge Mann in seiner Angst nicht erkannte und als das vermeintliche Wild mit neun Bleikugeln erschoss. Eine Ladung von neun Bleikugeln im Vorderlader, auch „Roller“ genannt, war zu jener Zeit für die Wildschweinjagd üblich.
Eine andere Erzählung berichtet, Jäger Fenolet habe der hübschen Frau des Forstgehilfen Freymut nachgestellt, weshalb ihn dieser auf der Jagd im Streit erschossen habe. 
Auch eine Geschichte mit vertauschten Rollen ist im Umlauf. Nach ihr schickte ein Jäger seinen Jagdgehilfen auf den Ansitz. Da er auf ihn neidisch war, schlich er später nach und schoss ihn nieder. Im Dorf verbreitete er die Nachricht, dass er auf ein Wildschwein geschossen, aber versehentlich den dazwischen getretenen Gehilfen getroffen hätte. Die Wahrheit sei später herausgekommen und man habe den Jäger eingekerkert. In diesem Falle wäre der tote Fenolet der Jagdgehilfe und Freymut der Jäger gewesen, was aber den Angaben im Kirchenbuch klar widerspricht.